# Charles A. Noble

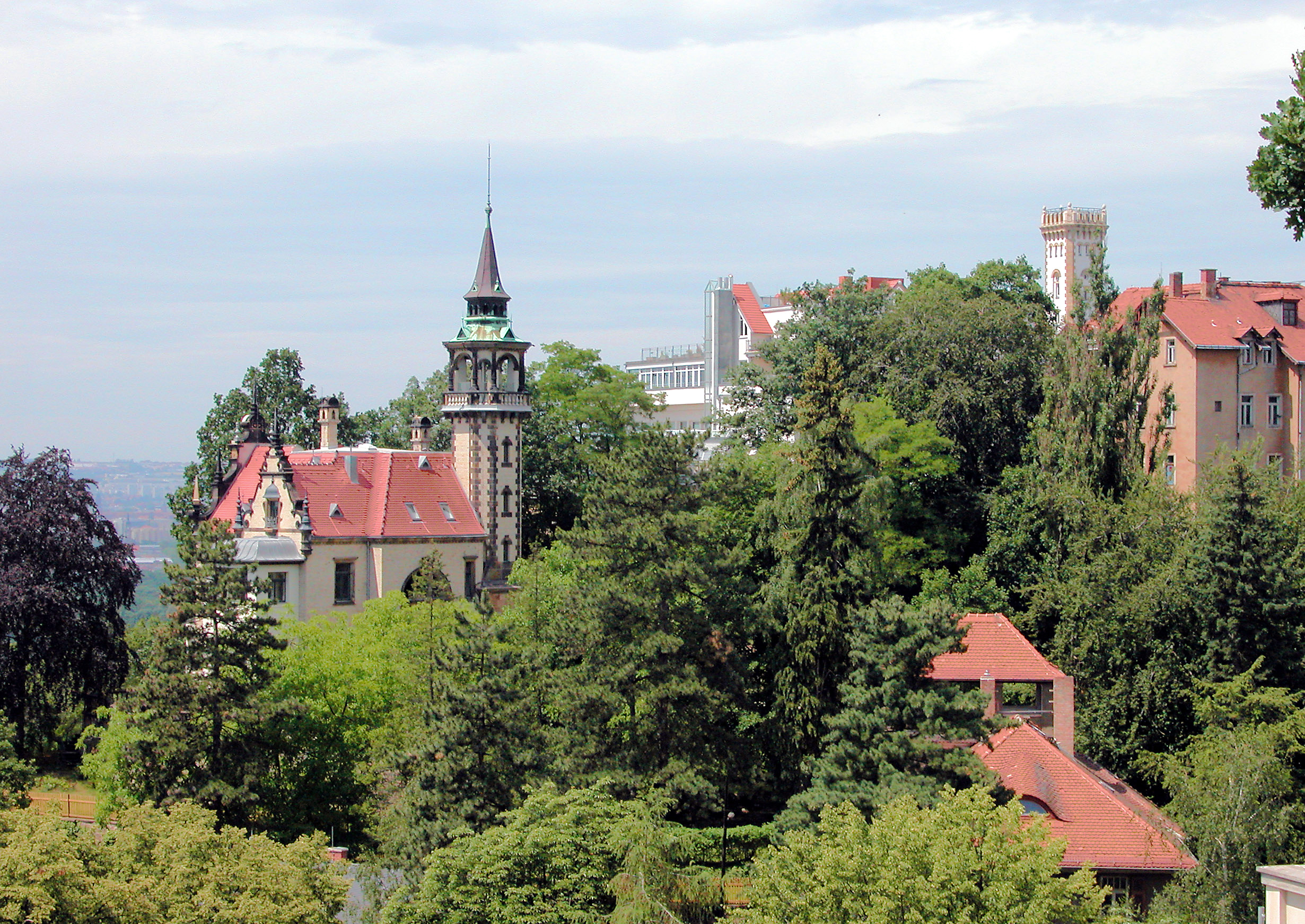
Charles Nobles Villa San Remo (links) in Dresden-Oberloschwitz

Charles Adolph Noble (* 6. September 1892 in Homberg (Efze) als Karl Adolf Spanknöbel; † 22. Mai 1983 in Watsontown, USA) war ein deutsch-amerikanischer Unternehmer im Bereich Fotografie und der Bruder von Heinz Spanknöbel.
Karl Adolf Spanknöbel wanderte 1922 in die USA aus und erhielt 1931 die US-Staatsbürgerschaft; er änderte dort seinen Namen in Charles Adolph Noble. Mit seiner Ehefrau Hildegard, geb. Gerding (1897–1974), mit der er die Söhne John und George bekam, baute er in den USA eine große fototechnische Firma auf.
Charles A. Noble erwarb 1938 die Dresdner Kamera-Werkstätten Guthe & Thorsch vom Unternehmer Benno Thorsch, der im Gegenzug Nobles Detroiter Firma erwarb. Thorsch war Schweizer Staatsbürger mit einem jüdischen Elternteil. Charles A. Noble erkannte, dass in der 35-mm-Spiegelreflexkamera die Zukunft der Fotografie lag, und ließ vom Ingenieur Alois Hoheisel die Praktiflex entwickeln. Die Praktiflex wurde auf der Leipziger Messe 1939 präsentiert. Während des Zweiten Weltkriegs wurde auf militärischen Bedarf umgestellt.
Das Schicksal der Nobles nahm 1945 eine dramatische Wendung. Die sowjetische Geheimpolizei NKWD holte Charles Adolph Noble und seinen im Unternehmen tätigen Sohn John H. Noble am 4. Juli 1945 ab. Charles A. Noble wurde zunächst in Dresden am Münchner Platz festgehalten und kam dann ohne Anklage oder Urteil ins Speziallager Nr. 1 Mühlberg. 1948 wurde das Lager aufgelöst und Noble kam ins Speziallager Nr. 2 Buchenwald. 1950 wurde er in das Zuchthaus Waldheim an die deutschen Behörden überstellt und in den Waldheimer Prozessen verurteilt. Sein Sohn John H. Noble wurde zur Zwangsarbeit in sibirischen Arbeitslagern deportiert. Charles A. Noble wurde 1952 als gebrochener Mann aus dem Zuchthaus entlassen.
Der ehemalige sächsische Ministerpräsident Max Seydewitz (SED) behauptete seit 1955 in seinem Buch Die unbesiegbare Stadt, Vater und Sohn Noble hätten von der Villa San Remo in Dresden-Oberloschwitz die Bombardierung Dresdens vom 13. Februar 1945 gelotst. Die Familie wurde enteignet, das Unternehmen war bereits 1946 konfisziert worden. Das Noble-Werk ging über den VEB Kamera-Werke Niedersedlitz im Unternehmen Pentacon auf.
In der Tageszeitung Dresdner Neueste Nachrichten wurde er im Jahr 2000 zu einem der „100 Dresdner des 20. Jahrhunderts“ gewählt.